# Joshua Lederberg
Joshua Lederberg (23. května 1925, Montclair, New Jersey, USA — 2. února 2008, New York, New York) byl americký molekulární biolog, jenž se stal nositelem Nobelovy ceny za objev a popis konjugace u bakterií.
V roce 2012 byl na jeho počest pojmenován na povrchu Marsu v oblasti Xanthe Terra 87 km velký impaktní kráter.

## Život
Joshua Lederberg se narodil rabínu Zvi Hirsch Lederbergovi (1903–1969) a jeho ženě Esther Goldenbaumové. Oba rodiče byli Židé, kteří z Palestiny dva roky před narozením Joshui emigrovali do USA.

### Studia a kariéra
Joshua Lederberg vystudoval zoologii na Kolumbijské universitě, kde obdržel titul bakalář již ve svých 19 letech. V r. 1944 přestoupil na Yaleovu universitu, kde r. 1947 obdržel doktorát. Stejného roku přechází na univerzitu ve Wisconsinu, kde pokračuje ve výzkumu genetiky bakterií.
Joshua Lederberg byl velice aktivním člověkem. Podílel se na výzkumu virálních protilátek ve spolupráci s laureátem Nobelovy ceny Frankem M. Burnetem, studoval umělou inteligenci, či se zabýval studiem možného mimozemského života (jako první použil termín exobiologie a spolupracoval s Carlem Saganem na ustanovení exobiologie jako vědeckého oboru a jeho prosazení při výzkumech vesmíru). V 60. letech mu mezinárodní pozornost vyneslo upozorňování na fakt, že navrátivší se astronauti z Měsíce by měli strávit určitou dobu v karanténě z důvodu možného přenosu mimozemských mikrobů.

### Soukromý život
Joshua Lederberg se poprvé oženil r. 1946 s Esther M. Zimmerovou, jež byla objevitelkou transdukce u lambda fága, také poprvé popsala proces lysogenie; roku 1966 se rozvedli. Jeho druhá žena, Marguerita Stein Lederbergová, byla psychiatričkou a profesorkou na Cornellově universitě. Měli spolu dceru Anne.
Roku 2008 Joshua Lederberg zemřel na pneumonii ve věku 82 let.

## Dílo

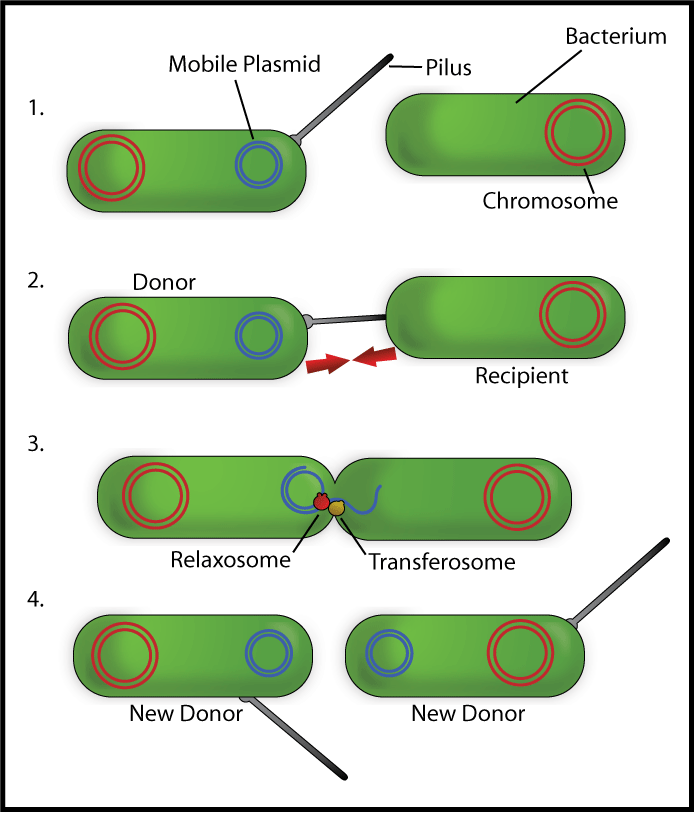
Konjugace bakterií

### Konjugace bakterií
V době, kdy Joshua Lederberg končil svá doktorská studia, vědci zastávali názor, že se bakterie rozmnožují asexuálně dělením tj. na dvě geneticky totožné poloviny. Avšak Dr. Lederberg byl jiného názoru. Pozoroval, že bakterie Escherichia coli si určitým způsobem genetickou informaci vyměňují tj. obdobě rekombinace vyšších živočichů. Tento děj r. 1946 nazval konjugací. Nobelovu cenu za tento objev obdržel r. 1958 společně s Georgem Beadllem a Edwardem Tatumem.

### Publikace
Joshua Lederberg je autorem několika knih:
- Papers in Microbial Genetics: Bacteria and Bacterial Viruses (1951)
- Antimicrobial Resistance: Antimicrobial Resistance Issues and Options (1998)
- Biological Weapons: Limiting the Threat (1999)